# Saint-Setiers
Saint-Setiers è un comune francese di 241 abitanti situato nel dipartimento della Corrèze nella regione della Nuova Aquitania.

## Società

### Evoluzione demografica
Abitanti censiti